# Agorafobi
Agorafobi (F40.0 i ICD-10) er en fobi for åbne pladser eller situationer med mange mennesker til stede. Grunden til den bunder i, at personen med agorafobi har angst for at få et panikanfald, hvor der ikke er en hurtig flugtvej til det sikre (hjemmet) eller fra andre mennesker. Ca. fem procent af befolkningen får agorafobi. Hos de fleste bryder sygdommen ud i teenagealderen.

## Årsager
Lidelsen anses for at være både genetisk bestemt og bestemt af opvæksten. Uden behandling bliver agorafobi ofte kronisk, selv om symptomerne i perioder er aftagende – også uden behandling.

## Symptomer
Agorafobi kan bl.a. vise sig som transportskræk, dvs. angstanfald ved rejser i fly, busser og tog. Den angstramte frygter f.eks. at komme til skade uden mulighed for at få hjælp. Agorafobi kan være så alvorlig, at den syge ikke kan forlade hjemmet på grund af angsten.
Blandt de fysiske symptomer er flg. hyppigt forekommende
- Hjertebanken
- Hedeture (eller stærk svedafgivelse)
- Tørhed i munden
- Rysten på hænderne
- Kvalme
- Svimmelhed
- Vejrtrækningsproblemer

## Behandling
Kognitiv terapi er en meget effektiv behandling af agorafobi. Medicin mod depression, f.eks. SSRI kan dæmpe angst, men har forskellige bivirkninger som vægten og er kun nødvendig i svære tilfælde af agorafobi. Psykiatere anbefaler adfærdsterapi, mental træning og psykoterapi. Behandlingsmulighederne er gode, hvis den behandles hurtigt efter sygdommens udbrud. 

## Forveksling
Sygdommen kan forveksles med panisk angst og hypokondri.